# Kachreti Challenger 2024 - Doppio
Il doppio del torneo di tennis professionistico Kachreti Challenger 2024, facente parte della categoria Challenger 50 nell'ambito dell'ATP Challenger Tour 2024, si è giocato dal 20 al 25 maggio a Kachreti, in Georgia. Questa è stata la prima edizione di questo torneo.
In finale Charles Broom e Ben Jones hanno sconfitto Evgenij Karlovskij e Evgenii Tiurnev con il punteggio di 3–6, 6–1, [10–8].

## Teste di serie
1. Charles Broom /  Ben Jones (campioni)
2. Finn Reynolds /  Rubin Statham(semifinale)

1. Pruchya Isaro /  Kelsey Stevenson (quarti di finale)
2. Alberto Barroso Campos /  Roberto Cid Subervi (primo turno)

## Wildcard
1. Saba Purtseladze /  Zura Tkemaladze (primo turno)

1. Aleksandre Bakshi /  Aleksandre Metreveli (quarti di finale)

## Alternate
1. Daniil Glinka /  Karl Kiur Saar (primo turno)

## Tabellone

### Legenda
| - Q = Qualificato - WC = Wild card - LL = Lucky loser | - ALT = Alternate - SE = Special Exempt - PR = Protected Ranking | - w/o = Walkover - r = Ritirato - d = Squalificato |

|  | Primo turno | Primo turno                    | Primo turno                | Primo turno | Primo turno |  |  | Quarti di finale | Quarti di finale       | Quarti di finale | Quarti di finale     | Quarti di finale     |   |   | Semifinali | Semifinali              | Semifinali             | Semifinali                         | Semifinali |   |     | Finale | Finale | Finale | Finale | Finale |  |
|  |             |                                |                            |             |             |  |  |                  |                        |                  |                      |                      |   |   |            |                         |                        |                                    |            |   |     |        |        |        |        |        |  |
|  | 1           | C Broom B Jones                | C Broom B Jones            | 6           | 7           |  |  |                  |                        |                  |                      |                      |   |   |            |                         |                        |                                    |            |   |     |        |        |        |        |        |  |
|  |             | M Pawelski R Strombachs        | M Pawelski R Strombachs    | 1           | 5           |  |  | 1                | C Broom B Jones        | 65               | 7                    | [10]                 |   |   |            |                         |                        |                                    |            |   |     |        |        |        |        |        |  |
|  | Alt         | D Glinka KK Saar               | 7                          | 4           | [5]         |  |  |                  | J Davis G Hussey       | 7                | 64                   | [8]                  |   |   |            |                         |                        |                                    |            |   |     |        |        |        |        |        |  |
|  |             | J Davis G Hussey               | 64                         | 6           | [10]        |  |  |                  |                        |                  |                      |                      |   |   | 1          | C Broom B Jones         | C Broom B Jones        | 7                                  | 78         |   |     |        |        |        |        |        |  |
|  | 3           | P Isaro K Stevenson            | P Isaro K Stevenson        | 6           | 6           |  |  |                  |                        |                  | Y Erel R Ramanathan  | Y Erel R Ramanathan  | 5 | 6 |            |                         |                        |                                    |            |   |     |        |        |        |        |        |  |
|  |             | G Lomakin V Ursu               | G Lomakin V Ursu           | 4           | 3           |  |  | 3                | P Isaro K Stevenson    | 3                | 714                  | [7]                  |   |   |            |                         |                        |                                    |            |   |     |        |        |        |        |        |  |
|  |             | B Bobrov A Lobanov             | B Bobrov A Lobanov         | 3           | 2           |  |  |                  | Y Erel R Ramanathan    | 6                | 612                  | [10]                 |   |   |            |                         |                        |                                    |            |   |     |        |        |        |        |        |  |
|  |             | Y Erel R Ramanathan            | Y Erel R Ramanathan        | 6           | 6           |  |  |                  |                        |                  |                      |                      |   |   | 1          | Charles Broom Ben Jones | 3                      | 6                                  | [10]       |   |     |        |        |        |        |        |  |
|  |             | E Karlovskij E Tiurnev         | 3                          | 7           | [10]        |  |  |                  |                        |                  |                      |                      |   |   |            |                         |                        | Evgenij Karlovskij Evgenii Tiurnev | 6          | 1 | [8] |        |        |        |        |        |  |
|  |             | R Bertrand R Matsuda           | 6                          | 65          | [6]         |  |  |                  | E Karlovskij E Tiurnev | 6                | 65                   | [12]                 |   |   |            |                         |                        |                                    |            |   |     |        |        |        |        |        |  |
|  |             | E Agafonov I Simakin           | 6                          | 3           | [10]        |  |  |                  | E Agafonov I Simakin   | 4                | 7                    | [10]                 |   |   |            |                         |                        |                                    |            |   |     |        |        |        |        |        |  |
|  | 4           | A Barroso Campos R Cid Subervi | 4                          | 6           | [4]         |  |  |                  |                        |                  |                      |                      |   |   |            | E Karlovskij E Tiurnev  | E Karlovskij E Tiurnev | 6                                  | 6          |   |     |        |        |        |        |        |  |
|  | WC          | S Purtseladze Z Tkemaladze     | S Purtseladze Z Tkemaladze | 4           | 3           |  |  |                  |                        | 2                | F Reynolds R Statham | F Reynolds R Statham | 4 | 3 |            |                         |                        |                                    |            |   |     |        |        |        |        |        |  |
|  | WC          | A Bakshi A Metreveli           | A Bakshi A Metreveli       | 6           | 6           |  |  | WC               | A Bakshi A Metreveli   | 6                | 3                    | [5]                  |   |   |            |                         |                        |                                    |            |   |     |        |        |        |        |        |  |
|  |             | A Çelikbilek C İlkel           | A Çelikbilek C İlkel       | 5           | 2           |  |  | 2                | F Reynolds R Statham   | 4                | 6                    | [10]                 |   |   |            |                         |                        |                                    |            |   |     |        |        |        |        |        |  |
|  | 2           | F Reynolds R Statham           | F Reynolds R Statham       | 7           | 6           |  |  |                  |                        |                  |                      |                      |   |   |            |                         |                        |                                    |            |   |     |        |        |        |        |        |  |